# Peter Diamond
Peter Arthur Diamond (29 de abril de 1940) es un economista estadounidense.
Conocido por su análisis de la política de la Seguridad Social estadounidense y su trabajo como consejero en el Consejo Consultivo sobre la Seguridad Social a finales de los años 1980 y principios de los 1990. Es profesor de economía en el MIT.

## Premio en Ciencias Económicas en memoria de Alfred Nobel: soluciones al desempleo
Fue laureado con el Premio del Banco de Suecia en Ciencias Económicas en memoria de Alfred Nobel en 2010, junto a Dale Mortensen y Cristóbal Pissarides.
El Premio del Banco de Suecia en Ciencias Económicas en memoria de Alfred Nobel le fue concedido a Peter Diamond por un trabajo de 1971 en el que analizaba los fundamentos de los mercados de búsqueda. Diamond es un defensor de los planes de estímulo ya que sin ellos, el paro sería mucho mayor.

## Críticas
Para Michael Piore, también profesor de economía en el MIT, la solución al desempleo -y sobre todo al desempleo cíclico y desempleo estructural-, no pasa por reformas, sino por estímulos a la demanda, más gasto público. Discrepa profundamente de las teorías de Diamond y de las de los otros dos premiados, tanto en el diagnóstico del problema -no es el mercado de trabajo el problema- como en las soluciones que se proponen -mejoras en las búsquedas de empleo, rebajas en los despidos, reducciones de los seguros por desempleo. Para Piore los premiados han creado modelos teóricos interesantes, donde la información es la base de la teoría -el desempleado no sabe buscar el trabajo que existe- pero, según él, el mercado de trabajo no funciona así, el trabajo se divide en segmentos y territorios de difícil comunicación. Cuando la caída del empleo es generalizada, solo cabe formación en nuevas áreas y un fomento real de la economía.